# Швейцарский шоколад
Швейцарский шоколад — шоколад, производимый в Швейцарии. Швейцарские шоколадные конфеты заслужили международную репутацию благодаря высокому качеству и наличию многих известных международных шоколадных брендов.
Швейцария особенно известна своим молочным шоколадом. В 1875 году швейцарский кондитер Даниэль Петер разработал первый твёрдый молочный шоколад с использованием сгущённого молока, который был изобретён Анри Нестле, соседом Петера в Веве.
В дополнение к молоку, для приготовления самых популярных шоколадных изделий используется широкий спектр ингредиентов, отличных от какао. В их состав, в частности, входят орехи (в основном, фундук и миндаль) и сухофрукты (изюм).

## История
В XVII веке в Швейцарии начали производить шоколад, а в XVIII веке шоколад производили только в нескольких регионах, таких как Тичино.
В начале XIX века в Западной Швейцарии появились первые механизированные шоколадные фабрики. Среди промышленников-первопроходцев были Франсуа-Луи Кайе, Филипп Сушар и Шарль-Амеди Колер.
Во второй половине XIX века швейцарский шоколад начал распространяться за рубежом. С этим было тесно связано изобретение молочного шоколада Даниэлем Петером в Веве и конширования Рудольфом Линдтом. Большинство крупных шоколадных фабрик были основаны в XIX и начале XX веков.

### Ранняя история
Завезённые из Центральной Америки в Европу Эрнаном Кортесом в 1528 году, какао-бобы и шоколад, наконец, попали в Швейцарию в XVII веке. В XVIII веке гидравлические машины уже использовались в производстве шоколада в Швейцарии, например, в Шерменмюле в Берне около 1750 года. Однако большая часть шоколада, производимого в то время, была произведена, в основном, итальянскими и французскими мастерами-мигрантами, работавшими в Тичино (Валь-Бленио) и Во. Одна компания была основана в 1767 году в Веве, а другая — в 1788 году в Морже. Две компании были основаны в Лозанне в 1792 году. В то время шоколад употреблялся, в основном, в качестве напитка, а транспортировка какао-бобов была медленной и сложной, что делало продукт очень дорогим. Неизвестно, когда впервые были изготовлены шоколадные батончики, предназначенные для употребления в сыром виде. Однако известно, что к концу XVIII века шоколад также употребляли в пищу в виде корок или пастилок (вместо того, чтобы добавлять в напитки).
В начале XVIII века шоколад всё ещё производился ремесленниками. Особенно примечательным примером являются шоколатье (cioccolatieri) из долины Бленио в Тичино. Они мигрировали по всей Европе и создали сеть небольших магазинов и кафе, где шоколад хранился в холодном виде и мог употребляться в пищу. В начале XX века вернувшиеся эмигранты основали фабрику Cima Norma. Ранее, в 1819 году, шоколатье из Валь-Бленио Джованни Мартино Бьянкини основал фабрику в Турине (Италия), которая должна была принадлежать компании Caffarel.
С другой стороны, Веве, расположенный в кантоне Во, стал крупным центром Швейцарской шоколадной промышленности. Первое хорошо документированное производство шоколада в Швейцарии было основано Филиппом Лу и Бенджамином Россье, которые начали производство шоколада в 1767 году. Два года спустя их производство было механизировано с использованием водяной мельницы Clergère. Кроме того, бернские власти предоставили им эксклюзивную десятилетнюю привилегию. Какао-бобы измельчали и смешивали с патокой. Затем затвердевшую пасту нарезали на коржи и доставляли завёрнутой в простую бумагу. Вскоре Лу и Россье столкнулись с конкуренцией со стороны многих других производителей шоколада в регионе. К 1806 году в одном только округе Веве насчитывалось семь производителей шоколада. Вместе эти семь компаний производили около 450 центнеров шоколада в год (около 22500 кг), из которых 7/8 экспортировалось за рубеж, в основном, в другие швейцарские кантоны, а также во Францию и Германию.

### XIX век
В 1819 году швейцарский бакалейщик и шоколатье Франсуа-Луи Кайе, вдохновлённый тичинскими шоколатье, основал компанию Cayler и открыл в Веве современную шоколадную фабрику, работающую на воде. Это позволило ему производить твёрдый плиточный шоколад. Иногда ему приписывают появление плиточного шоколада, хотя, вероятно, он был сделан ранее. Через несколько лет было предложено шестнадцать различных сортов шоколада в разных упаковках. Вскоре после этого, в 1826 году, другой швейцарский шоколатье, Филипп Сушар, открыл шоколадную фабрику в Невшателе, где он разработал мельничную машину для смешивания сахара и какао — меланжер. Прежде чем открыть свою фабрику, Сушар понял, что маленькая таблетка, продаваемая в аптеке, стоит трёхдневной зарплаты.
Несколько лет спустя в Лозанне Шарль-Амеде Колер основал ещё одну шоколадную фабрику: Chocolat Kohler. Одним из главных специалитетов компании являлся шоколад с лесным орехом, производимый с начала 1830 года. Шоколад с лесным орехом был предшественником всех комбинированных шоколадных батончиков. Батончик Branche, также созданный компанией Kohler, стал одним из самых популярных шоколадных батончиков на швейцарском рынке.
В 1875 году швейцарский предприниматель Даниэль Петер, проживающий в Веве и связанный с семьёй Кайе, впервые успешно соединил какао-порошок, какао-масло и сахар со сгущённым молоком, недавно созданным его соседом и другом Анри Нестле, для производства молочного шоколада. Однако только после многих лет тонкой настройки была разработана оригинальная формула, и в 1887 году был, наконец, основан бренд Gala Peter. Даниэль Петер называл свой продукт «Гала» в честь греческого слова, означающего «молоко».
Между тем, шоколадная промышленность снова подверглась революции благодаря другому швейцарскому шоколатье — Рудольфу Линдту из Берна, который разработал конширование в 1879 году. Процесс конширования позволил получить шоколад с превосходными характеристиками аромата и плавления по сравнению с другими процессами, использовавшимися в то время. Шоколадная компания Lindt утверждает, что Линдт (возможно, ошибочно) разрешил миксеру с шоколадом работать в течение выходных (или, возможно, всю ночь, согласно другим вариантам возможной апокрифической истории). Вернувшись к устройству, Линдт обнаружил, что конечный продукт имеет свойства, отличные от свойств традиционно производимого шоколада того времени, с менее зернистой текстурой и большим блеском, чем обычный шоколад того времени, который, как правило, был зернистым при затвердевании из-за присутствия неидеальных кристаллов какао-масла. Изобретение Линдта сделало массовое производство шоколадных батончиков более практичным, в конечном итоге заменив шоколадные напитки в качестве основного средства массового потребления шоколада.
Новая техника конширования и, в частности, успех Gala Peter открыли брешь, в которую бросились все производители. Молоко не только смягчало горечь шоколада и улучшало его вкус, но и снижало себестоимость его производства из-за более низкого содержания какао. Таким образом, молоко является широко доступным ресурсом в Швейцарии. Как следствие, рецепт Петера просочился к другим близлежащим производителям: Cailler и Kohler. В 1898 году был открыт новый завод компании Cailler в Броке, где молочный шоколад начал производиться в больших количествах. В 1901 году Петер также открыл более крупную фабрику в Орбе, прежде чем объединиться с Kohler. В том же году Сушар основал бренд Milka; Карл Русс-Сушар ранее разработал первый молочный батончик в 1896 году. Шоколадная промышленность расширилась в конце XIX века с созданием новых компаний, таких как Frey и Toblerone.

### XX и XXI век
Начиная с XX века, Швейцария стала доминировать на рынке шоколада. Производство резко возросло, и к 1905 году страна производила 15000 тонн шоколада, большая часть которого экспортировалась. В результате растущей популярности шоколада мировое потребление какао начало необычайно расти. Чтобы удовлетворить эти потребности, производство какао расширилось, особенно в Западной Африке, где сорт Форастеро начал массово культивироваться в начале XX века. Больше всего бобы Форастеро подходят для производства молочного шоколада и дешевле в производстве благодаря более высокой урожайности. И наоборот, молоко стало важнейшим ингредиентом. В отличие от какао и сахара, молоко быстро портится, поэтому не может храниться в течение длительного времени. Это способствовало размещению крупных фабрик (а также появлению новых рабочих) в сельской местности, где имеются обильные запасы свежего молока. Типичным примером является завод Cailler в Броке.
«Свободная ассоциация швейцарских производителей шоколада» («Union libre des fabricants suisses de chocolat») была основана в 1901 году. Так появилась Chocosuisse — зонтичная ассоциация производителей шоколада в Швейцарии.
Потребление швейцарского шоколада резко возросло с начала по конец XX века, примерно с 1 кг до 12 кг на душу населения в год.
Несмотря на то, что белый шоколад и рубиновый шоколад частично разрабатывались за пределами Швейцарии, они также были изобретены швейцарскими производителями шоколада Nestlé и Barry Callebaut в 1936 и 2017 годах соответственно.

### Хронология основных шоколадных фабрик
- 1819 — Cailler в Веве (в настоящее время — Nestlé).
- 1826 — Favarger в Версуа, кантон Женева.

- 1826 — Suchard в Серьере (в настоящее время — Kraft Foods).
- 1830 — Kohler в Лозанне (в настоящее время — Nestlé).
- 1836 — Sprüngli в Цюрихе, в 1892 году разделена на Confiserie Sprüngli и Lindt & Sprüngli.
- 1852 — Maestrani в Люцерне (в настоящее время — во Флавиле).
- 1856 — Klaus в Ле-Локле, кантон Невшатель.
- 1867 — Peter в Веве (в настоящее время — Nestlé).
- 1879 — Lindt в Берне (в настоящее время — Lindt & Sprüngli).
- 1887 — Frey в Арау (в настоящее время — Migros).
- 1899 — Tobler в Берне (в настоящее время — Kraft Foods).
- 1901 — Villars в Виллар-сюр-Глен.
- 1903 — Cima-Norma в Торре (ликвидирована в 1968 году).
- 1908 — Felchlin в Швице.
- 1928 — Stella SA в Лугано (с 1987 года — в Джубиаско).
- 1929 — Camille Bloch в коммуне Куртелари.
- 1932 — Teuscher в Цюрихе.
- 1932 — Bernrain в Кройцлингене.
- 1933 — Halba в Валлизелене (в настоящее время — Coop).
- 1934 — Kägi Söhne в Тоггенбурге.
- 1957 — Alprose в Казлано.
- 1962 — Läderach в Энненде.

## Шоколадные изделия
Швейцарский шоколад может принимать самые разнообразные формы. Наиболее распространёнными продуктами являются шоколадные плитки (обычно стандартные батончики по 100 г) и прочие шоколадные изделия. Они бывают либо классическими, либо приготовленными из других ингредиентов, таких как фундук и миндаль, более или менее сложными способами. Шоколадные яйца, кролики или статуэтки также изготавливаются большинством производителей во время Пасхи и Рождества.
Большая часть производимого шоколада — молочный шоколад, за которым следуют тёмный шоколад и белый шоколад. Шоколадные деликатесы, такие как ганаш и пралине/джандуйя, часто используются для наполнения плиток, комбинированных батончиков, трюфелей и пралине. Помимо популярности, фирменные блюда из фундука (например, джандуджа) помогают свести к минимуму количество какао, исторически дорогого ингредиента, в готовом продукте. Батончик с начинкой из пралине Branche является типичным примером сочетания шоколада и фундука.

Основной ингредиент — какао — не выращивается в Швейцарии. В настоящее время производится лишь анекдотическое количество шоколада с использованием полностью местных ингредиентов. Какао, в основном, импортируется из Западной Африки. Другой распространённый ингредиент — молоко — широко распространён в стране, которая имеет давнюю традицию молочного животноводства. Молочные ингредиенты сложны и имеют решающее значение для придания молочному шоколаду свойств и вкуса. Происхождение молока (терруар) и связанное с ним сельское хозяйство стали важной маркетинговой темой.
- Трюфели и пралине
- Пасхальные зайцы
- Потребительские шоколадные батончики

## Рынок сбыта
С XIX века до Первой мировой войны и на протяжении всей Второй мировой войны швейцарская шоколадная промышленность была очень ориентирована на экспорт. После Второй мировой войны Швейцария начала отдавать производство на аутсорсинг из-за коммерческих ограничений.
В настоящее время большая часть швейцарского шоколада потребляется самими швейцарцами (54% в 2000 году), и Швейцария имеет самый высокий уровень потребления шоколада на душу населения в мире (11,6 кг на душу населения в год).
В 2004 году в Швейцарии было произведено 148270 тонн шоколада. 53% этой суммы было экспортировано (20% в Германию, 11% во Францию и Великобританию и 13% в Северную Америку). Валовой доход швейцарской шоколадной промышленности в 2004 году составил 1,37 млрд. швейцарских франков.

### Реклама
С момента расширения шоколадной промышленности после изобретения молочного шоколада, швейцарский шоколад активно рекламировался с использованием изображений альпийских пейзажей (чаще всего с вершиной Маттерхорн) и традиций молочного животноводства. Это заменило типичную колониальную образность, которая использовалась ранее. Альпийская тематика со временем получила широкое распространение среди международных производителей шоколада.
- Реклама шоколада Peter's Chocolate
- Реклама шоколада Suchard
- Реклама шоколада Milka
- Реклама шоколада Cailler

## Структура промышленности
В 1901 году швейцарские производители шоколада создали Свободный союз производителя шоколада (Union libre des fabricants suisses de chocolat). В 1916 году союз был разделён на Chambre syndicale des fabricants suisses de chocolat и Convention chocolatière suisse. Фирма «Chambre syndicale» (в настоящее время — Chocosuisse) защищает интересы швейцарских производителей шоколада. Производитель «Convention chocolatière» сосредоточился на качестве шоколада и стремился к единой ценовой стратегии. В 1994 году Convention был распущен.

## Туризм
Несколько фабрик также стали туристическими достопримечательностями, поскольку они включают в себя экскурсии и музеи шоколада. Одними из крупнейших являются Lindt Home of Chocolate в Кильхберге Maison Cailler в Броке и Maestrani's Chocolarium во Флавиле.